# Lipice
Lipice su naselje u Ličko-senjskoj županiji s oko 250 stanovnika u 12 zaselaka (Bićanić, Brbot, Krznarić, Mesić, Murat, Pernar, Perković, Trtanj, Smolčić, Vidaković, Vučetić, Vuković). Smještene su u dugoj zavali okruženoj s tri strane brdima bogatim crnogoričnom šumom. Prvi puta spominju se 1638. godine.

## Gospodarstvo
Sadašnje stanovništvo uglavnom se bavi poljoprivrednom proizvodnjom, stočarstvom i drvodjelstvom.

## Stanovništvo
Prema službenim statistikama popisa stanovništva Lipica.
| Godina | Broj stanovnika |
| ------ | --------------- |
| 1857.  | 625             |
| 1869.  | 815             |
| 1880.  | 846             |
| 1890.  | 870             |
| 1900.  | 982             |
| 1910.  | 1.051           |
| 1921.  | 972             |
| 1948.  | 1.025           |
| 1953.  | 985             |
| 1961.  | 898             |
| 1971.  | 835             |
| 1981.  | 555             |
| 1991.  | 417             |
| 2001.  | 254             |
| 2011.  | 154             |
| 2021.  | 98              |

- 2011. – 154 (Hrvati – 154)
- 2001. – 254 (Hrvati – 254)
- 1991. – 417 (Hrvati – 405, Srbi – 1, ostali – 11)
- 1981. – 555 (Hrvati – 542, Jugoslaveni – 8, Srbi – 2, ostali – 3)
- 1971. – 835 (Hrvati – 824, Srbi – 4, ostali – 7)

## Kultura
Crkva u Lipicama zove se po Sv. Ivanu Krstitelju, kojemu je spomendan 24. lipnja, te se blagdan Ivanja ("Jivanja" na dijalektu tog kraja) obilježava kao najvažniji blagdan mjesta, gdje mještani slave svog zaštitnika.

## Galerija slika
- Slika tipične ličke kuće u Lipicama
- Put prema Lipicama

## Biljni svijet
- Bijeli glog
- Divlja jabuka
- Kurika
- Šipak divlje ruže

## Vanjske poveznice
- Portal zavičajnog kluba Brinje
- Portal zavičajnog kluba Stajnica  Arhivirana inačica izvorne stranice od 8. srpnja 2006. (Wayback Machine)